# Rompertje

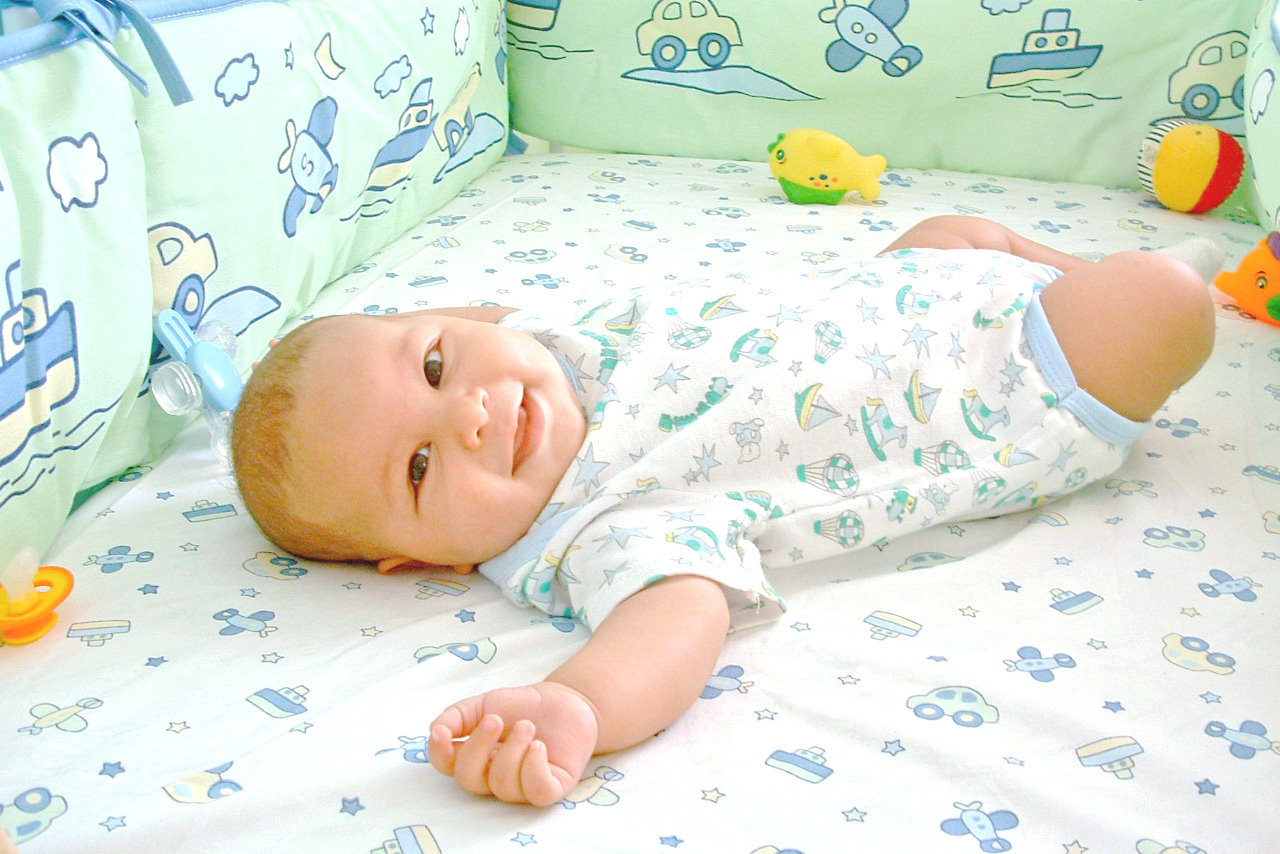
Baby in een rompertje

Een rompertje of romper is een kledingstuk voor baby's dat een hemdje en broekje ineen is. Een gelijksoortig pak bestaat voor volwassenen.
Een romper wordt met meestal drie drukknoopjes tussen de beentjes dichtgemaakt. Ze hebben korte beenpijpjes en korte of lange armsmouwen. Het voordeel van een rompertje is dat het door een baby niet kan worden losgewoeld, zodat de rug altijd bedekt blijft. Voor het verschonen van de luier behoeven alleen de drukknoopjes los te worden gemaakt. Over het rompertje gaat in de winter een pyjama of een truitje en een broekje.
Het rompertje met envelopjes bij de schouders is een uitvinding uit 1959 van Trees Meijer, een van de oprichters van Prénatal.
Een vergelijkbaar kledingstuk voor grotere baby's en peuters is een kruippakje, met lange beenpijpen die aan het uiteinde vaak maar niet noodzakelijk de vorm van een sok hebben.

## Etymologie
De herkomst van het woord romper is het Engelse 'childrens romper', dat 'stoeipakje' betekent. Dit is afgeleid van het Engelse werkwoord 'to romp', dat stoeien betekent. Rompertjes zijn in Nederland en België pas in de jaren 1980 geïntroduceerd. Het woord heeft dus niets te maken met het Nederlandse woord romp.